# Cynoglossus ogilbyi
Cynoglossus ogilbyi es una especie de pez de la familia Cynoglossidae en el orden de los Pleuronectiformes.

## Distribución geográfica
Se encuentran desde las  costas del sur de Queensland hasta Papúa Nueva Guinea.